# Rabun
Rabun es una comunidad no incorporada en el condado de Baldwin, Alabama, Estados Unidos.

## Historia
La comunidad recibe su nombre en honor a la familia Rabon, quienes fueron los primeros pobladores de la zona. Una oficina de correos operó bajo el nombre de Rabun desde 1916 hasta 1959.